# کارند (روانشاسی)
کارَند های درمانی (به انگلیسی Therapeutic Factors) به عواملی گفته می شود یه در جریان رواندرمانی روند و نتیجه ی درمان را تحت تاثیر خود قرار می دهند.  کارند های درمانی می توانند ویژگی های فردی و شخصیتی درمانجو ، خانواده ، محیط زندگی و حتی شرایط اقتصادی اجتماعی و فرهنگی باشند.  شناسایی کارند های درمانی از این جهت به درمانگر کمک می کنند که با استفاده از برآیند این کارند های درمانگر می تواند پیش آگهی درمان را مشخص کند ، نقشه درمان را بچیند و موانع پیش روی آن را از قبل پیش بینی کند تا با شناس بیشتری درمان را با موفقیت به سرانجام برساند.   

## دسته بندی کارند های درمانی
در رواندرمانی کارند ها به دو دسته ی کلی تقسیم می شوند: کارند های پاسدار ، کارند های سیژدار.

## کارند های سیژدار
کارند سیژ دار (به انگلیسی Risk Factor) یا عامل خطر به هر  گونه ویژگی ، رفتار یا شرایطی گفته می شود که احتمال بروز یک بیماری ، اختلال یا مشکل دیگر را افزایش دهد.  کارند های سیژ دار می توانند درمان را به چالش بکشند یا درمان را به سوی شکست پیش ببرند.

### 1-کارند های توند بخش
کارند های توَند بخش (به انگلیسی Predisposing Factors) ، کارند های سیژداری هستند که فرد را مستعد ابتلا به یک بیماری یا اختلال خاص می کنند. از جمله این کارند ها می توان به پیشینه ی خانوادگی ابتلا به بیماری ، فقر ، مشکلات خانوادگی یا سواد و جایگاه اجتماعی پایین اشاره کرد.    

### 2-کارند  های شتاب بخش
کارند های شتاب بخش (به انگلیسی  Precipitating Factors) ، ویژگی ها ، رفتار ها اتفاق هایی هستند که روند بروز اعلایم و پیشرفت اختلال را شتاب دهی می کنند.

### 3-کارند های دیرابخش
کارند های دیرا بخش (به انگلیسی Perpetuating ) کارند های سیژداری هستند که که باعث حفظ و تداوم نشانه های بیماری میشوند و از بهبود جلوگیری می کند.

### کارند های زدودنی
کارند های زدودنی (به انگلیسی  Remove-able Factors) یک دسته ی رسمی نیست و شامل هر یک از  سه دسته ی کارند های سیژدار که در بالا به آن ها اشاره شد می شود درصورتی که بتوان آنها را از بین برد یا دست کم اثر آنها را کاهش داد. کاهش دادن این کارند ها باعث کاهش وزن کلی کارند های سیژدار در درمان می شود و بر تاثیر کارند های پاسدار می افزاید.

## کارند های پاسدار
کارند های پاسدار (به انگلیسی Protective Factors) ، عوامل و ویژگی های فردی ، خانوادگی ، اجتماعی ، فرهنگی یا حتی مذهبی و معنوی هستند که می توانند در جهت بهبود شرایط روانی درمانجو به او کمک کنند.

### کارند های نوزبودنی
یا Existing Factors کارند های  پاسداری هستند که در زمان درمان موجود اند، در واقع عواملی هستند که "هنوز" (نوز) و تا این لحظه برای کمک به فرد وجود دارند. روال این است که درمانگر به این کارند ها دست نمی زند و از سوی دیگر مانع حذف آنها می شود.

### کارند های افزودنی
کارند های افزودنی (Add-able Factors) کارند های پاسداری هستند که درمانگر به عنوان راهکار می تواند به زندگی درمانجو آنها را بیافزاید.

## جستار های وابسته
- سانیزبندی مورد
- آرش پردازی مورد